# ثم فاح النور من يديك
تشتمل هذه المجموعة الشعرية على قطع مختارة من الشعر الفارسي الجديد، وقد استغرق نظمها سبع سنوات برغم صغر حجمها. فهي لا تتناول فحسب بعض الموضوعات التي عالجتها أعمال مستور الروائية والقصصيَّة، ولكنها نُظِمَت بالأصل في سياق عمله السردي، فترصَّعت بها جمهرة من أعماله النثرية. لهذا، سيجد القارئ القطع كلها تقريبًا وقد برزت في ثوب قصصي، ولغة حارة بالعاطفة؛ ترفع الانفعال والشعور والخيال فوق الشكل والمفردات.

## المؤلف
روائي ومترجم إيراني ولد في مدينة الأهواز. نشرت روايته الأولى: «وجه الله» بالفارسية عام 2001م؛ فحققت نجاحًا ساحقًا واختيرت كأفضل رواية في إيران، ونالت جائزة القلم الذهبي، وطُبعت خمسين طبعة خلال عشر سنوات. ثم نشر مجموعتين قصصيتين ناجحتين قبل أن ينشُر روايته الثانية عام 2005م، والتي لاقت إقبالًا واسعًا، وقد صدرت عن تنوير للنشر والإعلام بعنوان: «عراق خنزير في يد مجذوم». وفي عام 2006م نفدت مجموعته القصصيّة الجديدة فور طباعتها بسبب الإقبال منقطع النظير. وحين نُشرت روايته الثالثة عام 2009م؛ كانت أكثر الكُتب مبيعًا في معرض طهران الدولي للكتاب. ثمّ طُبعت مجموعته القصصيّة الأخيرة، عام 2010م؛ ست طبعات خلال ستّة أشهُر. ليُسطّر مستور اسمه كواحد من أهمّ عشرة روائيين وأكثرهم شعبيّة خلال ثمانين عامًا هي عُمر الأدب الروائي الإيراني الحديث.

## اقتباسات من شعره
قصيدة (عين شين قاف)
حين تتكلمين،
فإني خوفا من الطوفان؛
أُحَدِّقٌ بالطاولة،
بمنفضة السكَائر،
بقلم الحبر الجاف؛
لئلا تحملني الريحُ إلى السماء.
حين تبتسمين؛
فإني
-مثل الحمقى السُذّج-
أُحَدِّقٌ في يديكِ، في ساعتكِ الذهبية،
في كًمِّ قميصكِ؛
لئلا أغور في الأرض.
ليلة أمس، أخبرتني أمي أنكَ أوْغلَلتَ،

## قالوا عن الكتاب
«أنا أحب قلم مصطفى مستور، قرأتُ له من قبل رواية (وجه الله) والتي أعتبرها من أجمل الروايات التي قرأتها وأكثرها أثراً في نفسي، وقرأت أيضاً له روايته (عراق خنزير في يد مجذوم).
هنا قرأت مصطفى مستور شاعراً، فأعجبني أيضاً.»
«صعب جدا تقييم الشعر المترجم؛ مصطفى مستور الذي عرفته في «وجه الله» غير الكاتب الذي عرفته في «عراق خنزير في يد مجذوم» وغير الشاعر.. بساطة الكلمات أحيانا تحمل في ثناياها أشياء ثقيلة.»